# Матей Ганоусек
Матей Ганоусек (чеськ. Matěj Hanousek, нар. 2 червня 1993) — чеський футболіст, захисник турецького клубу «Анкарагюджю».

## Клубна кар'єра
Вихованець «Дукли» (Прага). У 2012 році він був переведений до першої команди і 26 травня 2013 року дебютував у вищому дивізіоні Чехії в домашній грі проти «Млади Болеслав» (2:1). Основним гравцем клубу став у сезоні 2014/15, по завершенні якого перейшов у «Яблонець». Станом на 2 вересня 2018 року відіграв за команду з Яблонця-над-Нісою 64 матчі в національному чемпіонаті.

## Виступи за збірні
З 2013 року залучався до складу молодіжної збірної Чехії. У її складі був учасником домашнього молодіжного чемпіонату Європи 2015 року, де його збірна не вийшла з групи. На молодіжному рівні зіграв у 16 офіційних матчах, забив 1 гол.

## Титули і досягнення
- Володар Кубка Чехії (1):

«Спарта»: 2019-20